# Marie Under
Marie Under (Tallinn, 27. ožujka 1883. – Stockholm, 25. rujna 1980.) bila je jedna od najvećih estonskih pjesnikinja. Nominirana je za Nobelovu nagradu za književnost u 12 različitih godina.

## Rani život
Rođen u Revalu (današnji Tallinn), u Estoniji. Roditelji su joj bili učitelj Priidua (1843–1930) i Leene Under (rođene Kerner) (1854–1934). Imala je dvoje starije braće i sestara, Evangeline (1880–1932?) i Gottrieda (1881–1882) i dvoje mlađih, Bertu (1885–1974) i Christfrieda (1887–1934). Pohađala je privatnu njemačku žensku školu. Nakon diplome radila je kao prodavačica u knjižari. U slobodno vrijeme pisala je poeziju na njemačkom jeziku. Godine 1902. udala se za estonskog računovođu Carla Hackera. Par je dobio dvoje djece, Dagmar i Heddu, dok su živjeli u predgrađu Moskve. Međutim, 1904. godine zaljubila se u estonskog umjetnika Antsa Laikmaa. Laikmaa ju je uvjerio da svoju poeziju prevede na estonski te je predao njene prevedene radove lokalnim novinama.

## Povratak u Estoniju
Godine 1906. Under se vratila u Reval. Godine 1913. upoznala je Artura Adsona, koji je postao njezin tajnik. Sastavio je i prve tomove njezine objavljene poezije. Godine 1924. Under se razvela od Carla Hackera i udala za Adsona.
U kasnim 1910-ima bila je uključena u utjecajni književni pokret Siuru. Nazvan po žar-ptici iz finske mitologije, osnovan je 1917. i bio je ekspresionistički i neoromantični pokret koji je bio u suprotnosti s formalističkom tradicijom pjesničke grupe Mlade Estonije. Ostali estonski pjesnici i autori uključeni u pokret Siuru u to vrijeme bili su Peet Aren, Otto Krusten, Friedebert Tuglas, Artur Adson, August Gailit, Johannes Semper i Henrik Visnapuu. Između 1917. i 1919. grupa pjesnika objavila je tri zbirke poezije. Godine 1919. sukobi unutar grupe doveli su do odlaska Visnapuua i Gailita, dok su se Johannes Barbarus i August Alle pridružili kao novi članovi.
Marie Under bila je jedna od osnivača Estonskog saveza pisaca 1922.
Under je 1920-ih bila čest posjetitelj u kući Igora Severjanina, ruskog pjesnika, u selu Toila, gdje je često bila na odmoru. Severjanin je objavio knjigu prijevoda njenih tekstova. Severyanin nije govorio estonski i koristio je prijevode riječ po riječ kao osnovu.

## Život u egzilu
Početkom rujna 1944. SSSR je ponovno okupirao Estoniju. Under i njezina obitelj pobjegli su u Švedsku. Gotovo godinu dana proveli su u izbjegličkom kampu. Godine 1945. obitelj se preselila u Mälarhöjden, predgrađe Stockholma u Švedskoj, gdje je Under živjela do svoje smrti 25. rujna 1980. Umrla je u Stockholmu i pokopana je u Skogskyrkogårdenu u Stockholmu. U siječnju 2015. objavljeno je da će biti ponovno pokopana u Estoniji. 9. lipnja 2016. Under i Adson pokopani su na groblju Rahumäe u Tallinnu zajedno s njezinom kćeri Heddom Hacker i sestrom Bertom.

## Prijevodi
Njena djela prevedena su na najmanje 26 jezika. Jedna je od najbolje prevođenih estonskih autorica.
Među ostalim prevedena su i na:
- ruski jezik - Igor Severjanin .
- komi jezik - Nine Obrezkove (2008)[13]
- udmurt jezik - Nadežde Pčelovodove (Nadi Mush, 2006.)[13]

## Galerija
- "Portet Marie Under" (1904.), naslikao Ants Laikmaa
- Članovi estonskog književnog kruga Siuru 1917., iza: Peet Aren, Otto Krusten i Johannes Semper. prednji red: Friedebert Tuglas, Artur Adson, Marie Under, August Gailit i Henrik Visnapuu
- "Spomenik Marie Under", stvorili Mati Karmin i Tiit Trummal, postavljen 2010. ispred Estonske nacionalne knjižnice u Tallinnu

## Vanjske poveznice
- Članak Estonian Literary Magazine  Arhivirana inačica izvorne stranice od 17. listopada 2002. (Wayback Machine), einst.ee
- Marie Under u slikama, kirmus.ee